# Tetragonochora maculicollis
Tetragonochora maculicollis là một loài tò vò trong họ Ichneumonidae.